# 一把青
《一把青》（英語：A Touch of Green），2015年公視國語旗艦影集、時代劇。本劇前期製作費時3年，製作團隊步履遍及臺灣、南京、上海並進行勘景、選角和考據。由導演曹瑞原改編自白先勇同名短篇小說作品。中華民國文化部2013年（民國102年）高畫質電視節目旗艦型連續劇類補助新臺幣6000萬元，總製作預算高達1億8000萬元，2015年3月10日開拍，10月20日殺青。公視於12月19日上檔，並與LINE TV同步播出。LiTV 線上影視於2023年8月16日全劇上架。由楊謹華、天心、楊一展、藍鈞天、吳慷仁、連俞涵、鍾承翰、温貞菱領銜主演。
該劇獲得臺灣2016年電視金鐘獎戲劇節目獎、戲劇節目男主角獎（吳慷仁）、戲劇節目新進演員獎（連俞涵）、戲劇節目導演獎（曹瑞原）、燈光、美術設計等獎。

## 劇情大綱
本劇描寫1945年到1981年間，從中華民國在第二次中日戰爭抗戰勝利後到第二次國共內戰再到後來中華民國政府遷臺，那個「消滅萬惡共匪、解救大陸同胞」及「漢賊不兩立」等反攻大陸口號喊得震天價響的動盪不安年代，空軍飛官及其眷屬幾段被戰火無情摧逼，生死兩隔的故事。
導演曹瑞原以劇中的朱青、秦芊儀、周瑋訓（小周）三個空軍女眷，從青澀的女學生嫁給空軍飛官後，跟著丈夫從南京來到台灣的眷村，經歷遷徙、漂泊與喪夫之慟的離散。在那個顛沛流離的大時代中，雖遭遇苦難，卻彼此因著「人性之愛」相互幫補扶持，帶出女性總能扛起一個時代的堅韌動人故事。
故事背景之史實包含：
- 1945－1949年（第1－20集）：八年抗戰、戡亂戰爭（1946年南京學潮以及東北戰役為主）、1949年中華民國政府遷台
- －1981年（第21－31集）：兩岸武力對峙、臺灣白色恐怖時期、黑蝙蝠中隊、黑貓中隊。

可參閱中華民國空軍之條目。

## 臨陣換角
主角朱青，原本選定由温貞菱出演，但拍過前導片後，導演曹瑞原認為温貞菱視覺角色年齡太小，改由連俞涵演出，温貞菱則改為飾演墨婷一角。
本劇重要角色秦芊儀，原選定由隋棠出演，後因為懷孕，改由楊謹華接替。

## 播出時間

### 首播
| 頻道          | 所在地   | 播映日期       | 播出時間                                                           |
| ------------- | -------- | -------------- | ------------------------------------------------------------------ |
| 公視主頻      | 臺灣     | 2015年12月19日 | 每週六 21:00-23:00                                                 |
| LINE TV       | 臺灣     | 2015年12月19日 | 每週六 21:00                                                       |
| Astro双星     | 马来西亚 | 2016年5月4日   | 每週一至週五 16:00-17:00                                           |
| 星衛娛樂台    | 臺灣     | 2016年5月8日   | 每週日 22:00-24:00                                                 |
| 洛城18台      | 美国     | 2016年6月23日  | 每周一至周五 7-8pm                                                 |
| 城市电视      | 加拿大   | 2016年7月29日  | 西岸时间星期一至五6:30PM及12:30AM 东岸时间星期一至五9:30PM及3:30AM |
| 佳樂台        | 新加坡   | 2017年5月27日  | 星期六 21:00                                                       |
| 龍華偶像台    | 臺灣     | 2016年11月14日 | 每週一至週五20:00                                                  |
| 中視主頻      | 臺灣     | 2017年6月9日   | 每週一至週五20:00-22:00                                            |
| LiTV 線上影視 | 臺灣     | 2023年8月16日  | 全劇上架                                                           |

### 重播
| 頻道       | 所在地   | 播映日期       | 播出時間                 |
| ---------- | -------- | -------------- | ------------------------ |
| 公視主頻   | 臺灣     | 2015年12月20日 | 每週日 01:00-03:00       |
| 公視主頻   | 臺灣     | 2015年12月26日 | 每週六 13:00-15:00       |
| 公視HD台   | 臺灣     | 2015年12月24日 | 每週四至週五 21:00-22:00 |
| 公視HD台   | 臺灣     | 2015年12月25日 | 每週五、週一 09:00-10:00 |
| 星衛娛樂台 | 臺灣     | 2016年5月14日  | 每週六 11:00-13:00       |
| 星衛娛樂台 | 臺灣     | 2016年5月15日  | 每週日 00:00-02:00       |
| 星衛娛樂台 | 臺灣     | 2016年5月15日  | 每週日 13:00-15:00       |
| 衛視中文台 | 臺灣     | 2016年7月16日  | 每週六 22:00-24:00       |
| Astro AEC  | 马来西亚 | 2016年11月2日  | 每週一至週五16:00-17:00  |

## 演員列表

### 主要演員
| 角色           | 演員           | 介紹 | 登場集數    |
| 秦芊儀         | 楊謹華         | 人稱師娘，華南師範大學英文科退學，家族為浙江望族，抗戰前夕，嫁給十一大隊江偉成而放棄學業。外柔內剛的師娘，一路陪伴著偉成，並打理著空軍村裏的一切。她的青春，化作成跑道盡頭的行燈，在大時代裡，微弱地閃爍著……她展現了那個年代女人的樣貌，溫柔卻剛強，為了愛情，不顧家人反對堅持嫁給偉成，從此過著平凡、但沒有安全感的生活，卻能以智慧和堅韌態度面對一切，一路照顧與開導，帶領女人們繼續向前，曾經一度被認定是匪諜而入獄，後來被釋放，最後留在空軍村過完一生。 | 全劇        |
| 江偉成         | 楊一展         | 空軍中校大隊長，飛行技術精湛，性格剛毅果斷並嚴賞罰。從抗戰勝利、眾所景仰的英雄時的意氣風發，到為了陪伴妻子，考慮轉參謀職的內心交戰，至內戰爆發，指揮作戰，失去大隊所有飛機和飛行員之後，內心自責與後半生的痛苦，而後輾轉到台灣後過著清貧生活。晚景的淒涼與無奈，是整個動盪時代下，諸多戰爭老兵的象徵人物，最後為了不要拖累芊儀上吊自殺。原著中在海上染病死亡，沒有跟隨秦芊儀來到台灣。 | 1-29        |
| 周瑋訓         | 天心           | 小周，空軍遺屬軍眷，人稱副隊娘。父為前清武舉人，家族為遼北省望族。抗戰時期就讀於華南師範大學體育科，在校時與師娘結為手帕交。其夫原為第十一大隊副隊長，對日抗戰時殉職，之後依著空軍傳統，學長陣亡，托妻學弟，改嫁小邵。性格直率的她，常用她的大嗓門，嬉笑怒罵的掩飾內心荒寂。離亂歲月，每在時代嘯浪裡安然漂出的她，祇能任著師娘及朱青漸漸偏離了人生航線，無能為力……小周的故事最能代表空軍特殊「傳統」的角色，面對隨時可能發生的死亡與別離，在堅強中掩藏著脆弱。她的個性率真，情感卻細膩，活潑中帶點潑辣的個性，讓有她在的場合總能帶來溫暖與歡笑。口頭禪：「狗肉進不了大上海」，後來搬離空軍村。原著中僅透過芊儀的話出場。 | 全劇        |
| 邵志堅         | 藍鈞天         | 小邵，第十一大隊少校副隊長，到台灣後為十一大隊中校大隊長。個性正直、謹慎，遇事總瞻前顧後，也因如此，總在需要果斷抉擇時錯失良機。最初在南京原任大隊上尉作戰官，因原任副隊長代其迎戰日軍身亡，情義使然，放棄了與女友的感情，依空軍傳統和同袍遺願，「交接」小周與墨婷母女，自此生活在責任與摯愛的兩難之中，最後在台灣因匪諜案牽連，從十一大隊中校大隊長降調空軍工程隊少校隊長。 | 全劇        |
| 郭軫           | 吳慷仁         | 原就讀西北大學工程系航空工程組，對日抗戰時慨然投筆從戎，考入中央航校，第十一大隊中尉分隊長，是偉成的得意門生，對同袍有情有義的他，也因空中作戰的命懸一線，笑看人生，玩世不恭。作戰負傷，於浙江聯中女生宿舍養傷之際，留下祇有編號未有姓名的字條。未料青春少艾的朱青竟依字條千里尋來。 漂泊靈魂終有自己的導航塔，他與朱青產生一段轟轟烈烈、刻骨銘心，但卻短暫的愛情。 | 1-20        |
| 朱青           | 連俞涵         | 一個青澀杭州師範女學生，帶著少女對愛情的渴望，因為一張空軍飛行員郭軫留下的字條來到南京。原本，她祇好奇那留字條的飛行員長什麼樣子，但千里見得郭軫後，她中斷了金陵女子大學的學業，與郭軫相戀，嫁進空軍眷村。然而最後等待她的，只有失去座標的人生。樸素、純潔的女學生，經歷了慘痛的生離死別而後變得成熟世故，判若兩人。心死之後，卻以玩世態度面對人生，麻木不仁，再也沒有什麼事可以傷害她，曾經一度被認定是匪諜而入獄，後來跟芊儀互換而出獄，因顧肇鈞幫助而實現了到美國定居的願望，最後回到台灣跟墨婷在前空軍機棚重逢。 | 1-21、24-31 |
| 顧肇鈞         | 鍾承翰         | 小顧，菜鳥飛官，抗戰末期考入航校。畢業後，對日抗戰已結束，往各大隊任准尉見習官見習。均被考評為不適飛行。小顧個性執拗，堅持要當飛行員。上級給了最後機會－調入十一大隊作最後考評。來到十一大隊後遇見已嫁給郭軫的朱青。此時小顧發現繫起朱青、郭軫千里姻緣的字條，自己才是原來的作者，自以為自己才是字條主人，甘冒大不韙，執著於對學長妻子朱青的愛戀。到台灣之後再見朱青，對歷經滄桑的她更加憐惜，以自己的方式表達對朱青的愛，在最後任務中失蹤（疑似被擊落）。 | 14-31       |
| 靳墨婷(邵墨婷) | 温貞菱（少女） | 編劇黃世鳴以旁觀者的手法，讓墨婷時而成為劇中人，又時而成為描述劇情的旁白者。她聰慧早熟，年紀雖小，卻看盡了那段離亂的時代－在母親及兩個乾媽的身邊，親眼目睹那場戰爭的震盪，對男人、對女人、對一切生命的，無情催逼。生父曾是飛行大隊副隊長，在抗戰時期遭日軍擊落而殉職，後因母親小周改嫁，成為一位擁有兩位父親姓氏的女孩。之後隨部隊撤退到台灣，展開了她自己的青春，和焦飛開展一段屬於眷村第二代的生命故事，也看盡了空軍村裡的悲歡離合。 | 1、21-31    |
| 靳墨婷(邵墨婷) | 莊心瑜（童年） | 編劇黃世鳴以旁觀者的手法，讓墨婷時而成為劇中人，又時而成為描述劇情的旁白者。她聰慧早熟，年紀雖小，卻看盡了那段離亂的時代－在母親及兩個乾媽的身邊，親眼目睹那場戰爭的震盪，對男人、對女人、對一切生命的，無情催逼。生父曾是飛行大隊副隊長，在抗戰時期遭日軍擊落而殉職，後因母親小周改嫁，成為一位擁有兩位父親姓氏的女孩。之後隨部隊撤退到台灣，展開了她自己的青春，和焦飛開展一段屬於眷村第二代的生命故事，也看盡了空軍村裡的悲歡離合。 | 1-20        |

### 其他演員
| 角色               | 演員            | 介紹 | 登場集數                            |
| 九大隊長 （老韓）  | 黃尚禾          | 老韓，空軍英豪。是與十一大隊隊長偉成亦敵亦友的競爭對手，小邵的學長。在十一大隊派往東北戰場時，成為飽受小顧執念困擾的女眷們拜託依靠的對象。在17集原本要處分闖下大禍的小顧，但被老鞏阻止了。過年期間通知女眷們要出發前往東北並幫忙帶信，原本為需要拆機換零件向朱青致歉，但最後仍想辦法保留了513。18集帶領九大隊和偵察六隊與十一大隊會合，加入東北戰場。20集帶領九大隊回到南京機場後，準備轉場撤退，告知老鞏十一大隊被當成斷後棄子的遭遇。老韓原本想帶一個分隊回去救他們，可是西安機場沒有油，飛不回去。被老鞏強迫向太太們解釋，但最終還是沒能說出口。 | 2-5、7、12、15-18、20               |
| 樊任先             | 樊光耀          | 空軍司令部處長，到台灣為空軍情報署少將處長，身經百戰的沙場老將，對十一大隊而言，處長就像是導師般的存在，身為軍人，服從命令是必須的，所以他告訴自己，下決定時絕不感情用事，在那個年代，只能讓自己活得更強更穩、才能保護更多人。外表看似鐵腕無情，但暗地裡經常幫忙空軍弟兄處理善後。最後因替江偉成具保共黨自新人員，被空軍司令部下令強制"榮退"。並且向空軍總司令部退回一等勳章，幫江偉成要一筆退伍金。 | 3、5-9、12-16、18-20、22-24、26-29  |
| 老鞏               | 班鐵翔          | 老鞏，十一大隊機工士官長，維修經驗豐富，飛機缺零件找他準沒錯。當然，他不會告訴你，那零件是去別大隊偷的。他，十一大隊的鎮隊寶，飛行員也得敬他三分。機棚是他地盤。要你是受人欺負的菜鳥飛行員，只要他願意，你往機棚一躲，資深飛行員也不敢找你麻煩。口頭禪是「兩眼一抹黑兵敗到西涼」 | 1-21、23、25-31                     |
| 汪影               | 李劭婕          | 朱青在金陵女大大兩屆的學姐，王剛的妻子，1949後以眷屬身分來台。來台後因遺眷身分帶著身染痼疾的小孩住進眷村，在短暫與小顧「交接」婚禮之後，因不願耽誤小顧而出走。 | 1-6、9-10、13-14、16、20-22、27、31 |
| 王剛               | 施名帥          | 空軍十一大隊的飛行員，對日抗戰結束後加入，並於內戰時擔任返航運輸機僚機墜毀於南京空軍基地，汪影的丈夫 | 1-5、7、9-14、16                    |
| 葛瑞琴牧師         | 歐陽姍          | 金陵女大牧師。對朱青嚴格，以及秦芊儀逃難時被強暴，觸發其心理陰影的關鍵人物 | 1、3-5、7、9-12、14-15、17、20      |
| 小白               | 潘之敏          | 空軍眷屬，張之初的妻子。 | 1-2                                 |
| 靳旭輝             | 博焱            | 老靳，空軍十一大隊的第一任副隊長、周瑋訓的第一任丈夫 | 2、7、9、23                         |
| 張之初             | 蔡力允          | 空軍英豪，小白的丈夫。被擊落後要求郭軫以機砲射擊，以解除其座機火燒的痛苦，此事形成日後郭軫的心理陰影。 | 2-3、5                              |
| 處長夫人           | 鄧九雲          | 處長樊任先的妻子，跟周瑋訓不對盤 | 3、8                                |
| 師娘叔叔           | 丁強            | 秦芊儀浙江老家的叔叔，替她留下老家地契。1949後逃至香港，從商失利落魄 | 7、15、25                           |
| 小邵女友 （之雨）  | 司徒以安        | 邵志堅大陸女友，小邵因交接副隊娘而錯過其姻緣。1949以後逃至香港，因重病寫信給邵志堅要求協助到台灣，是名小護士。 | 15、20、26-27                       |
| 小趙               | 周洺甫          | 十一大隊一分隊員 | 17                                  |
| 小李               | 饒星星          | 空軍眷屬，小趙的太太 | 2、18                               |
| 鄧寶如（小鄧）     | 吳芮甄          | 空軍眷屬，齊家傑的妻子，丈夫戰死在東北 | 19-20                               |
| 焦飛               | 李程彬          | 眷村第二代，響應投筆從戎考入空軍幼校，一心希望能馳騁天際、報效國家。隨父親遷任臺灣仁愛東村，認識了墨婷。爾後這段情愫，也終於相濡以沫成為一段幸福的姻緣。 | 21-22、24、26、30-31                |
| 約翰               | Charles William | 美國空軍派至台灣顧問，雖在美國有妻子，但在台灣期間與朱青成為男女朋友 | 21、24-27                           |
| 二分隊長未婚妻小趙 | 楊小黎          | 張凌雲的未婚妻，來台後的空軍眷屬 | 22-24                               |
| 二分隊長           | 高英軒          | 張凌雲，來台灣之後十一大隊二分隊長，出任務被擊落獲救後投共 | 23                                  |
| 美情報官           | 周厚安          | 美軍顧問 | 24、31                              |
| 保防官             | 邱逸峰          | 陸軍上尉，查核眷村有無外人偷住的保防官，急於建功，迫害十一大隊。 | 27-28、30-31                        |

### 客串演員
| 角色             | 演員   | 介紹                                                                             | 登場集數          |
| 九大隊中尉       | 黃健瑋 | 九大隊第一分隊隊長                                                               | 5                 |
| 航醫             | 林鴻翔 | 診斷江偉成因迫降引發癲癇後遺症的空軍醫官                                         | 10                |
| 陸軍中將         | 鄧安寧 | 陸軍東北保安司令                                                                 | 17                |
| 九大隊資深飛行員 | 廖宥鈞 | 學長妻不可戲。小顧被九大隊資深飛行員狠狠教訓。                                   | 17                |
| 教官             | 汪建民 | 邵墨婷所讀市二女的學校教官，後為了「業績壓力」，以及升遷考績，強迫墨婷參加國民黨 | 21、24-25、27、30 |
| 軍法官           | 湯志偉 | 中校，誣陷江偉成為匪諜的軍法官。                                                 | 28                |
| 大隊長女兒       | 葉星辰 | 墨婷學生，焦飛的大隊長的女兒                                                     | 31                |

| 角色              | 演員            | 介紹                                                                                                 | 登場集數      |
| 安養院護士1       | 劉芝妘          | | 1             |
| 安養院護士2       | 曾慧如          | | 1             |
| 安養院櫃檯        | 施蓓蓓          | | 1             |
| 浙警              | 陳宥良          | 浙江警察，從抗戰結束後一直追查朱青，追查與朱青相關的案件                                             | 1、10-12      |
| 賣國賊1           | 張曉靜          | | 1             |
| 賣國賊2           | 孫林            | | 1             |
| 聯合中學校工      |                 | | 1             |
| 賣茶小廝          | 林永矩          | | 1             |
| 男旅客            | 呂澤先          | | 1             |
| 陸軍中校          | 任陽            | | 1             |
| 朱青姨丈 （翰英） | 趙文明          | | 6             |
| 師娘姑姑          | 羅周紅          | | 7             |
| 副參謀長          | 李志堅          | | 8-9           |
| 美國記者          | 吳子龍          | | 9             |
| 年輕女孩          | 董嫚庭          | | 12            |
| 阿牛              | 林韋翰          | | 17            |
| 齊家傑            | 齊家杰          | 菜鳥飛行員，小鄧的丈夫。東北戰場作戰時迫降受傷截肢，後因傷口感染敗血症死亡                           | 18            |
| 紙紮店老闆        | 童毅軍          | | 18-19         |
| 中山裝長官        | 朱神龍          | | 19            |
| 流民              | 王道南          | | 20            |
| 陸軍營長          | 劉士民 (劉越逖) | 來台灣後，江偉成在陸軍服役的直屬長官                                                                 | 21            |
| 大狗              | 洪聆翔          | 焦飛的同學                                                                                           | 21            |
| 辛麥艷            | 荊治惠          | （辛麥艷為國防部空軍訓練官，為本劇顧問，其名亦被借用於劇中墨婷同學。）                               | 21-24、26、29 |
| 汪影、王剛的兒子  | 王瑋民          | 汪影、王剛的兒子，體弱多病。早夭。                                                                   | 21-22         |
| 地理老師          | 王振全          | 教授中國大陸地圖，經常在課堂上感嘆在大陸時期的美好願景，並要全班一起唱愛家鄉歌曲，往往唱到淚流滿面。 | 21、23        |
| 數學老師          | 李國超          | 常常以大隊長女兒來諷刺邵墨婷數學不好，又沒考上省女的學校老師                                         | 21-22、24、31 |
| 初中校長          | 程偉民          | | 23            |
| 分隊長            | 管翊君          | | 23            |
| 長貴              | 趙中興          | | 24            |
| 美教會醫生        | 周柏威          | 美國教會醫生                                                                                         | 25            |
| 第十一大隊飛行員  | 江常輝          | 小顧的學弟，在小顧調回偵查大隊之前，告訴他同期單身偵查隊員罹難的故事。                               | 26            |
| 牧師              | 王家丹          | | 26            |
| 馬督察            | 葉必立          | 保密局長官，國民黨逃往台灣時，拜託樊處長幫忙違法運送五輛凱迪拉克和八台發電機及私人財物，欠樊處長人情 | 28            |
| 處長參謀          | 高偉倫          | | 28            |
| 國文老師          | 王鴻道          | 來墨婷班上上國文課的國文老師                                                                         | 29            |
| 新大隊長          | 楊林康          | | 30-31         |
| 新大隊長太太      | 王藝臻          | | 31            |
| 墨婷女兒（6歲）   | 蘇均容          | 焦飛與墨婷的女兒                                                                                     | 1、31         |
| 墨婷女兒（3歲）   | 蘇晴瑄          | 焦飛與墨婷的女兒                                                                                     | 31            |
| 便衣警察          | 路恆連          | |               |
| 神秘人首領        | 汪兆謙          | |               |
| 監察人員          | 林家麒          | |               |
| 副司令            | 李志堅          | |               |
| 東北少將          | 吳剛            | |               |
| 上校夫人          | 江少儀          | |               |
| 酒吧老闆娘        | 張以樂          | |               |
| 神秘男子          | 吳政輝          | |               |
| 小鐘              | 鄭宜府          | |               |
| 墨婷同學          | 李安琪          | |               |
| 照相師            | 劉明勳          | |               |
| 陸軍連長          | 陳聰安          | |               |
| 侍從主任          | 李永康          | |               |
| 新大隊長2         | 段志正          | |               |
| 三分隊長          | 蕭弘展          | |               |
| 空軍少校          | 林玉山          | |               |
| 空軍少將          | 吳柏榕          | |               |
| 領航官            | 曾瓏毅          | |               |
| 電子官            | 解偉君          | |               |
| 空投士            | 古耀誠          | |               |
| 王月              | 陳蓁            | |               |
| 醫官              | 林明森          | |               |
| 二分隊長母親      | 黄嘉華          | |               |
| 神秘人隨扈        | 林進龍          | |               |
| 計程車司機        | 韓啟東          | |               |
| 美士兵            | 李博修          | |               |
| 美士兵            | 南宗民          | |               |
| 美士兵            | 喬子光          | |               |

## 電視劇歌曲
| 曲別   | 歌名                   | 演唱者 | 作詞   | 作曲   | 編曲 |
| 片頭曲 | 看淡                   | 田馥甄 | 姚若龍 | 陳小霞 | 張藝 |
| 片尾曲 | 天上的男人，地上的女人 | 林宥嘉 | 施人誠 | 陳小霞 | 張藝 |
| 插曲   | 最高的地方             | 任家萱 | 李子恒 | 陳小霞 | 張藝 |
| 插曲   | 東山一把青             | 周蕙   | 黎平   | 黎平   | 張藝 |
| 插曲   | 西子姑娘               | 周蕙   | 傅清石 | 劉雪庵 | 張藝 |

東山一把青是1949年香港長城影業公司電影《血染海棠紅》插曲，由白光原唱。西子姑娘是1946年中華民國空軍總司令周至柔將軍發起，最終由政訓處少校督察專員傅青石寫詞，劉雪庵譜曲而成的一首柔性的空軍軍歌。

## 相關商品

### 電視原聲帶
《一把青電視原聲帶》是台灣公視九點檔《一把青》的電視原聲帶，片數為1CD，包含劇中片頭曲、片尾曲、插曲及配樂，一把青電視原聲帶（限量精裝版）華研國際音樂於2016年2月8日發行。
| 一把青電視原聲帶 | 一把青電視原聲帶      | 一把青電視原聲帶 | 一把青電視原聲帶 | 一把青電視原聲帶 | 一把青電視原聲帶 | 一把青電視原聲帶   | 一把青電視原聲帶 |
| 曲序             | 曲目                  |                  | 作曲             | 编曲             | 演唱             | 备注               | 时长             |
| ---------------- | --------------------- | ---------------- | ---------------- | ---------------- | ---------------- | ------------------ | ---------------- |
| 1.               | 看淡                  | 姚若龍           | 陳小霞           | 張藝             | 田馥甄           |                    | 4:37             |
| 2.               | 最高的地方            | 李子恆           | 陳小霞           | 張藝             | Selina任家萱     |                    | 3:43             |
| 3.               | 天上的男人 地上的女人 | 施人誠           | 陳小霞           | 張藝             | 林宥嘉           |                    | 4:40             |
| 4.               | 若夢                  |                  | 陳小霞           | 張藝             | （演奏曲）       |                    | 3:29             |
| 5.               | 西子姑娘              | 傅清石           | 劉雪庵           | 張藝             | 周蕙             | 此曲為首批限量收錄 | 4:41             |
| 6.               | 東山一把青            | 黎平             | 黎平             | 張藝             | 周蕙             | 此曲為首批限量收錄 | 2:46             |
| 7.               | 天與地                |                  | 陳小霞           | 張藝             | （演奏曲）       |                    | 5:36             |
| 8.               | 烽火                  |                  | 陳小霞           | 張藝             | 男高音：李增銘   |                    | 4:13             |
| 9.               | 一把青                |                  | 陳小霞           | 張藝             | （演奏曲）       |                    | 6:26             |
| 10.              | 浮生                  |                  | 陳小霞           | 蔡政勳           | 陳小霞           |                    | 4:54             |

### DVD
- 商品名稱：一把青 DVD
  - 發行公司：財團法人公共電視文化事業基金會
  - 發行日期：2016/5/13
  - 格式：DVD
  - 集數：31
  - 內裝片數：8片

- 影片資訊
  - 片長：60分鐘*31集
  - 備註：最後一集為90分鐘
  - 導演：曹瑞原
  - 原創：白先勇
  - 編劇：黃世鳴
  - 主演：楊謹華、楊一展、藍鈞天、天心、吳慷仁、連俞涵、鍾承翰、溫貞菱
  - 發音：國語
  - 字幕：中文
  - 螢幕比例：16:9

### 書籍
- 商品名稱：一把青創作劇本套書
- 作者：黃世鳴
- 出版社：水靈文創
- 出版日期：2016/09/22

## 拍攝場景
該片於台中市多處拍攝，包括：光復新村、后里馬場、舊泰安車站、后里陸軍營區等等。臺中市政府也給予該片相關拍攝支援。
- 臺北市：中山堂、陽明山美軍宿舍、北投區三總北投分院、公館蟾蜍山、台大舊社科院
- 新北市：淡水區滬尾礟台
- 桃園市：大園區大園海軍基地[1][2]
- 新竹縣：華光照相館
- 苗栗縣：大成高中
- 臺中市：后里馬場、后里陸軍營區、霧峰光復新村、泰安車站 (舊山線)
- 嘉義縣：台糖蒜頭糖廠[13]
- 臺南市：德陽艦園區、台南神學院
- 高雄市：岡山醒村、明德訓練班、馬爹力餐酒館、林園區安樂樓
- 上海市：車墩影視基地、勝強影視基地、匯鑫義影視基地
- 南京市：石湫影視基地

## 製作團隊
- 導演：曹瑞原
- 編劇：黃世鳴
- 出品人：童子賢、魏堇君、趙儷玲
- 總監製、製作人：曹瑞原
- 統籌：許綺鷰
- 監製：徐秋華
- 督導：蘇義雄、顧蕾蕾
- 製作協調：范協堃
- 製片監督：蘇國興、陳迺于
- 總製片：許光志
- 攝影指導：韓紀軒
- 燈光指導：丁海德
- 剪接指導：杜敏綺
- 美術指導：許英光
- 造型指導：姚君
- 梳化指導：許淑華
- 音效指導：吳柏醇
- 視覺特效總監：嚴振欽
- 音樂總監：陳小霞
- 編曲配樂：張藝
- 行銷統籌: 結果娛樂/蔡妃喬
- 出品公司：藝碩文創股份有限公司
- 製作公司：台北創造電影有限公司
- 協拍單位：國防部、文化部、民航局、桃園市政府文化局、台北市政府、高雄市政府
- 戲服製作：軍服-MIMURA YOKO 美村洋行 、旗袍-漢清旗袍
- 1:1飛機道具製作：黃良誠

## 獎項
| 年度   | 大獎               | 獎項               | 入圍者                                       | 結果 |
| ------ | ------------------ | ------------------ | -------------------------------------------- | ---- |
| 2016年 | 第51屆金鐘獎       | 戲劇節目獎         | 戲劇節目獎                                   | 獲獎 |
| 2016年 | 第51屆金鐘獎       | 戲劇節目男主角獎   | 吳慷仁                                       | 獲獎 |
| 2016年 | 第51屆金鐘獎       | 戲劇節目女主角獎   | 楊謹華                                       | 入圍 |
| 2016年 | 第51屆金鐘獎       | 戲劇節目女主角獎   | 連俞涵                                       | 入圍 |
| 2016年 | 第51屆金鐘獎       | 戲劇節目新進演員獎 | 連俞涵                                       | 獲獎 |
| 2016年 | 第51屆金鐘獎       | 戲劇節目女配角獎   | 天心                                         | 入圍 |
| 2016年 | 第51屆金鐘獎       | 戲劇節目導演獎     | 曹瑞原                                       | 獲獎 |
| 2016年 | 第51屆金鐘獎       | 戲劇節目編劇獎     | 黃世鳴                                       | 入圍 |
| 2016年 | 第51屆金鐘獎       | 攝影獎             | 韓紀軒                                       | 入圍 |
| 2016年 | 第51屆金鐘獎       | 剪輯獎             | 杜敏綺                                       | 入圍 |
| 2016年 | 第51屆金鐘獎       | 音效獎             | 陳小霞、張藝、吳柏醇、黃大衛、林傳智、陳玠含 | 入圍 |
| 2016年 | 第51屆金鐘獎       | 燈光獎             | 丁海德                                       | 獲獎 |
| 2016年 | 第51屆金鐘獎       | 美術設計獎         | 許英光、姚君、許淑華、嚴振欽                 | 獲獎 |
| 2016年 | 第21屆亞洲電視大獎 | 戲劇類最佳女主角   | 楊謹華                                       | 獲獎 |
| 2016年 | 第21屆亞洲電視大獎 | 戲劇類最佳男配角   | 藍鈞天                                       | 入圍 |
| 2016年 | 第21屆亞洲電視大獎 | 戲劇類最佳女配角   | 天心                                         | 獲獎 |
| 2016年 | 第21屆亞洲電視大獎 | 最佳戲劇導演       | 曹瑞原                                       | 獲獎 |
| 2016年 | 第21屆亞洲電視大獎 | 最佳戲劇編劇       | 黃世鳴                                       | 獲獎 |
| 2016年 | 第21屆亞洲電視大獎 | 最佳原著音樂       | 陳小霞〈看淡〉                               | 獲獎 |

## 收視率[14]
| 播出日期       | 集數 | 20歲以上全體收視率 | 四歲以上 | 平均收視率 | 內容                                       |
| -------------- | ---- | ------------------ | -------- | ---------- | ------------------------------------------ |
| 2015年12月19日 | 1    | 0.84               | 0.80     | 0.81       | 朱青啟程尋找513                            |
| 2015年12月19日 | 2    | 0.89               | 0.82     | 0.81       | 郭軫歸隊                                   |
| 2015年12月26日 | 3    | 0.70               | 0.65     | 0.72       | 郭軫欲離開11大隊                           |
| 2015年12月26日 | 4    | 0.83               | 0.80     | 0.72       | 11大隊贏得新飛機                           |
| 2016年1月2日   | 5    | 0.58               | 0.54     | 0.58       | 偉成預計赴美                               |
| 2016年1月2日   | 6    | 0.64               | 0.63     | 0.58       | 郭軫被勒令退伍                             |
| 2016年1月9日   | 7    | 0.62               | 0.62     | 0.66       | 王剛救山火逾時未歸                         |
| 2016年1月9日   | 8    | 0.75               | 0.71     | 0.66       | 小周找郭軫商量頂罪                         |
| 2016年1月16日  | 9    | 0.49               | －       | －         | 偉成預計轉調洛陽分校                       |
| 2016年1月16日  | 10   | 0.50               | －       | －         | 朱青已知偉成炸掉運金船                     |
| 2016年1月23日  | 11   | 0.65               | －       | －         | 師娘拜託朱青別讓偉成坐牢                   |
| 2016年1月23日  | 12   | 0.74               | 0.70     | －         | 偉成、郭軫進監服刑                         |
| 2016年1月30日  | 13   | 0.70               | 0.65     | 0.67       | 分隊長聯署簽名，請求十一大隊換新隊長       |
| 2016年1月30日  | 14   | 0.74               | 0.69     | 0.67       | 郭軫、朱青結婚                             |
| 2016年2月6日   | 15   | 0.63               | －       | －         | 小邵與舊情人碰面                           |
| 2016年2月6日   | 16   | 0.61               | －       | －         | 菜鳥小顧登場                               |
| 2016年2月13日  | 17   | 0.51               | 0.52     | 0.55       | 偉成東北作戰不順，長官常常下錯誤決策       |
| 2016年2月13日  | 18   | 0.57               | 0.58     | 0.55       | 小顧上東北，郭軫知道小顧喜歡朱青           |
| 2016年2月20日  | 19   | 0.57               | 0.52     | 0.58       | 村裡莫名被送了堆來自紙錢店的紙糊飛機       |
| 2016年2月20日  | 20   | 0.70               | 0.64     | 0.58       | 十一大隊油料用罄，郭軫戰死，偉成、小邵苟活 |
| 2016年2月27日  | 21   | 0.84               | 0.79     | 0.88       | 移居台灣，墨婷已是市二女學生               |
| 2016年2月27日  | 22   | 1.06               | 0.98     | 0.88       | 小周尋回師娘                               |
| 2016年3月5日   | 23   | －                 | 0.85     | 0.91       | 小邵、小顧出任機密任務                     |
| 2016年3月5日   | 24   | －                 | 0.97     | 0.91       | 小周、師娘在舞會與朱青重逢                 |
| 2016年3月12日  | 25   | －                 | 0.73     | 0.82       | 偉成病情惡化，芊儀找到叔叔，但他卻經商失敗 |
| 2016年3月12日  | 26   | －                 | 0.92     | 0.82       | 小邵接舊情人來台                           |
| 2016年3月19日  | 27   | －                 | 0.98     | 1.06       | 約翰拋棄朱青回美國，小邵因隊員叛逃被調查   |
| 2016年3月19日  | 28   | －                 | 1.14     | 1.06       | 小周、師娘出賣朱青，導致朱青入獄           |
| 2016年3月26日  | 29   |                    | 0.88     | 1.07       | 偉成自殺，樊處長退伍                       |
| 2016年3月26日  | 30   |                    | 1.26     | 1.07       | 芊儀入獄換朱青出獄，墨婷寫陳情信給蔣總統   |
| 2016年4月2日   | 31   |                    | 1.01     | 1.01       | 最終回：小顧殉職，保芊儀出獄               |

## 使用機種

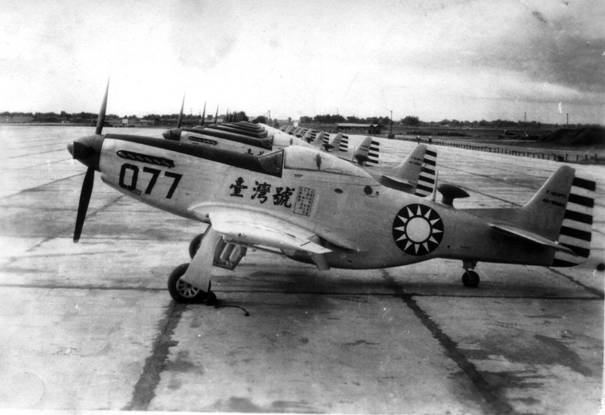
一把青當中出場的中華民國空軍美製P-51野馬戰鬥機

- P-51野馬戰鬥機

## 外部連結
- 官方网站－公視
- 官方网站－中視
- 一把青官微的新浪微博
- 豆瓣电影上《一把青》的資料 （简体中文）
- 一把青的Facebook專頁
- 一把青的Instagram帳戶
- 一把青LINE TV頻道 （页面存档备份，存于）
- 一把青 Yahoo娛樂頻道（官方海外版） （页面存档备份，存于）
- YouTube上的一把青頻道
- 互联网电影数据库（IMDb）上《一把青》的资料（英文）
- 在Netflix上觀看《一把青》

| 臺灣 公視主頻 每週六 21:00 - 23:00                | 臺灣 公視主頻 每週六 21:00 - 23:00           | 臺灣 公視主頻 每週六 21:00 - 23:00 |
| ------------------------------------------------- | -------------------------------------------- | ---------------------------------- |
|                                                   | 一把青 （2015年12月19日－2016年4月2日）      |                                    |
| 孤戀花（重播） （2015年10月24日－2015年12月12日） | 滾石愛情故事 （2016年4月9日－2016年6月11日） |                                    |

| 马来西亚 Astro雙星 每週一至週五 16:00 - 17:00 | 马来西亚 Astro雙星 每週一至週五 16:00 - 17:00 | 马来西亚 Astro雙星 每週一至週五 16:00 - 17:00 |
| --------------------------------------------- | --------------------------------------------- | --------------------------------------------- |
|                                               | 一把青 （2016年5月4日－2016年6月16日）        |                                               |
| 愛上哥們 （2016年3月23日－2016年5月3日）      | 滾石愛情故事 （2016年6月17日－2016年7月14日） |                                               |

| 臺灣 星衛娛樂台 每週日 22:00 - 24:00                        | 臺灣 星衛娛樂台 每週日 22:00 - 24:00        | 臺灣 星衛娛樂台 每週日 22:00 - 24:00    |
| ----------------------------------------------------------- | ------------------------------------------- | --------------------------------------- |
|                                                             | 一把青 （2016年5月8日－2016年8月21日）      |                                         |
| 蜂蜜幸運草 （2016年1月24日－2016年5月1日）                  | 最後的刑警 （2016年8月28日－2016年9月18日） |                                         |
| 臺灣 衛視中文台 每週六 22:00 - 24:00 · 10月22日暫停播出一次 |                                             |                                         |
| 聶小倩 （2016年2月27日－2016年7月9日）                      | 一把青 （2016年7月16日－2016年11月5日）     | 好先生 （2016年11月12日－2017年2月5日） |

| 新加坡 佳樂台 每週六 21:00 - 22:30             | 新加坡 佳樂台 每週六 21:00 - 22:30       | 新加坡 佳樂台 每週六 21:00 - 22:30 |
| ---------------------------------------------- | ---------------------------------------- | ---------------------------------- |
|                                                | 一把青 （2017年5月27日－2017年10月21日） |                                    |
| 白鷺鷥的願望 （2016年12月17日－2017年5月20日） | 酸甜之味 (2017年10月28日-2018年2月3日)   |                                    |

| 臺灣 中視主頻 每週一至週五 20:00 - 22:00                                                                                   | 臺灣 中視主頻 每週一至週五 20:00 - 22:00       | 臺灣 中視主頻 每週一至週五 20:00 - 22:00 |
| --- | ---------------------------------------------- | ---------------------------------------- |
| | 一把青 （2017年6月9日－2017年7月4日）          |                                          |
| 這些年那些事（20:00 - 21:00） （2017年3月28日－2017年5月22日）誅仙‧青雲誌（21:00 - 22:00） （2017年3月24日－2017年6月8日） | 我可能不會愛你 （2017年7月5日－2017年7月20日） |                                          |